# 성동구립도서관
성동구립도서관은 서울특별시 성동구 행당동에 위치한 구립도서관이다.

## 연혁
- 1999년 4월 23일 성동구립도서관 개관
- 1999년 4월 성동구청·성동문화원 도서관 위탁 운영 협약 체결
- 2006년 1월 성동구도시관리공단 위탁운영

## 시설현황
- 지하2층: 주차장
- 지하1층: 영화감상실, 보존서고
- 1층: 어린이열람실, 유아열람실, 일반열람실, 중앙대출대, 어린이 영어세상, 물품보관실, 커피전문점(휴게실)
- 2층: 정기간행물실, 전자정보실, 장애인·노약자 열람실
- 3층: 제1자료열람실
- 4층: 제2자료열람실
- 5층: 사무실, 전산실, 회의실, 컴퓨터교육장, 제1강의실, 제3강의실
- 6층: 식당, 매점

## 이용방법
이용시간
| 구분           | 평일·주말(토·일요일) 공통 |
| -------------- | ------------------------- |
| 자료열람실     | 09:00~20:00               |
| 어린이열람실   | 09:00~18:00               |
| 유아열람실     | 09:00~18:00               |
| 어린이영어세상 | 09:00~18:00               |
| 전자정보실     | 09:00~18:00               |
| 일반열람실     | 09:00~18:00               |

휴관일
- 정기휴관일: 매주 월요일
- 법정공휴일: 정부가 지정한 공휴일
- 임시휴관일: 장서 및 시설 점검 등 관장이 필요하다고 인정하는 날
- 단 일반열람실은 휴관일·국가공휴일 09:00~18:00 운영

대출방법
- 대출: 1인 5권, 기간 14일(2주)
- 연장: 1회 10일 (단 도서가 예약된 상태는 불가능)
- 연체: 도서 연체시 연체일 만큼의 연체료 또는 대출 불가
선택1) 대출금지: 연체일수 × 2배
선택2) 연체료 납부: 연체일수 × 연체권수 ×100원
- 성동, 금호, 용답, 무지개, 성수, 청계, 작은 도서관 중 1곳에서 연체하여도 전체 도서관에서 불이익

## 참조
1. ↑  성동구립도서관 홈페이지 자료현황
2. ↑  자료없음